# Río Piedras (río de Puerto Rico)
El río Piedras es el único río de la ciudad de San Juan (Estado Libre Asociado de Puerto Rico). Nace a unos 150 m de altitud y fluye hacia el norte en un ambiente tropical a lo largo de 16 km. Sus cabeceras se encuentran en el barrio Caimito de San Juan, y a medida que fluye hacia el Canal Martín Peña (por donde entra la Bahía de San Juan), pasa por los distritos de  Río Piedras, Hato Rey, y Puerto Nuevo del área metropolitana. Otros dos ríos, también delimitan el área metropolitana: el Bayamón, al oeste, y el río Grande de Loíza, al este.
Además, el río Puerto Nuevo nace entre el Piedras y el Bayamón. El río Puerto Nuevo desemboca en el río Piedras y, junto con el Bayamón, están muy influenciados por el desarrollo urbano y han sufrido cambios de sus cauces originales de manera significativa.

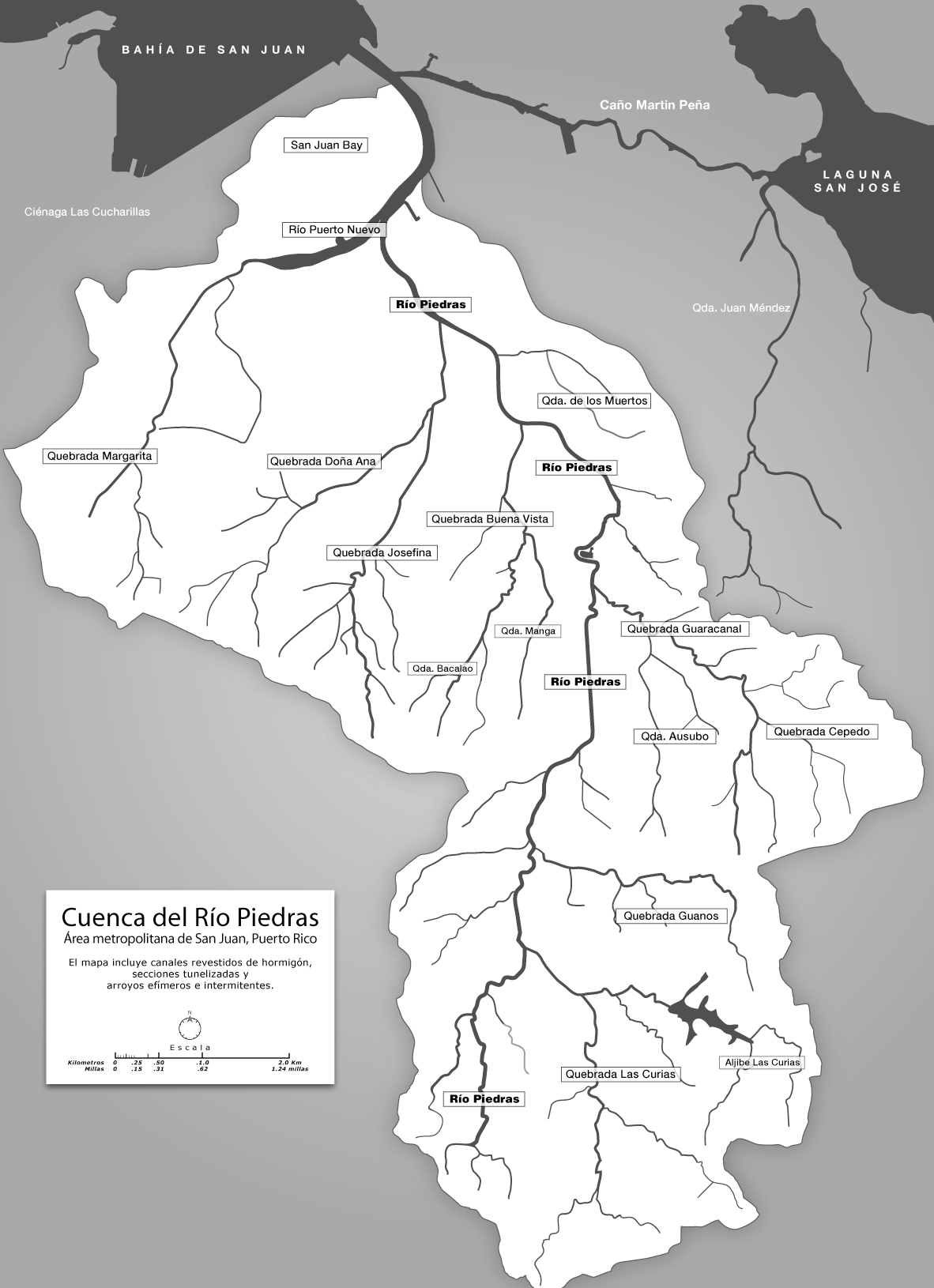
Plano actual de la Cuenca del Río Piedras

El río Piedras da nombre a la zona que atraviesa, la región y la cuenca hidrográfica del río Piedras en gran parte marcan el límite del territorio.
Veintisiete (27) arroyos (o quebradas) drenan la cuenca del río Piedras, una cuenca altamente urbanizada en el Área Metropolitana de San Juan, y según la Agencia de Protección Ambiental de los Estados Unidos y por el Servicio de Conservación de Recursos Naturales del Departamento de Agricultura de los Estados Unidos, con un alto grado de alteración humana y una variedad de fuentes contaminantes en la mayor parte de los tramos evaluados.